# 中华人民共和国两院院士制度
中国科学院与中国工程院因在中华人民共和国科技方面拥有崇高地位，所以常合称为“两院”；中国科学院院士与中国工程院院士同样因为学术称号的荣誉，常合称为「两院院士」，或直接简称为「院士」。关于中国科学院院士与中国工程院院士的制度可被称为两院院士制度或者院士制度。
而中国社会科学院具有类似性质与功能的称号则是“学部委员”。

### 引用
1. ↑  冷溶主编；中国社会科学院办公厅编. . 北京：经济管理出版社. 2007.01: 45. ISBN 7-80207-806-7.
2. ↑  中国社会科学院青年人文社会科学研究中心. . 北京: 方志出版社. 2007.08: 1566–1567. ISBN 978-7-80238-221-3.